# Народна лічниця

Комплекс будинків «Народної лічниці» (передній план) і поліклініки 3-ї міської лікарні

Украї́нський шпита́ль «Наро́дна лічни́ця» і́мени Митрополи́та А. Шепти́цького або ж Шпиталь Шептицького — медична установа, заснована 1903 року для надання безкоштовної лікарської допомоги вбогим хворим мешканцям Львова та усієї Галичини — без різниці віровизнання й національності. Проіснувала у 1904—1944; відновила діяльність після проголошення незалежності України.
Задум створення своєрідного шпиталю виник 1902 року. Ініціатор — лікар Євген Озаркевич, на чий заклик відгукнулися українські громадські товариства й організації, і такі патріотично налаштовані діячі медицини, науки, культури, правники, священики, як-от: лікарі Михайло Коцюба, Софія Морачевська, Петро Сушкевич, правники Кость Левицький та Осип Онишкевич, урядовець Михайло Глиджук, з духовенства о. крилошанин Теодор П'юрко, о. крилошанин Іван Чапельський, катехит о. Іван Рудович, з Міщанського Братства столяр Михайло Павлишак та інші.
На загальних зборах засновників товариства лікарні-амбулаторії в січні 1903 року установі признали назву «Народна лічниця», ухвалили статут товариства — і надіслали його на затвердження до австро-угорського намісництва у Львові. На опікуна лічниці засновники запросили Митрополита Андрея Шептицького, який не тільки прийняв покровительство над нею, але також передав та обладнав своїм коштом (понад 7 тисяч корон) до вжитку відділів «Народної лічниці» дім на узбіччі Святоюрської гори при вулиці П. Скарги, 4 (нині вул. Озаркевича, 4).
На початку 1904 року зусиллями та пожертвами громадськості відкрито український лікарняний заклад. У 7 кімнатах-залах розмістилися амбулаторні відділи: внутрішніх хвороб, дитячий, хірургічний, окулістичний, вушний, дерматологічний. Незалежно від національного походження, у передвоєнний період хворі лікувались безкоштовно. 
Структура лічниці наприкінці 1906 р. включала вісім відділів – внутрішніх недуг (два), жіночий, дитячий, хірургічний, шкірно-венеричний, очний і вухо, горло, ніс. Упродовж року (грудень 1905 р.―листопад 1906 р.) у «Народній Лічниці» лікувалися 5393 хворих, одноразові консультації отримали 16 200 осіб. Проблемою функціонування закладу залишалася відсутність шпиталю і лабораторій, що унеможливлювало забезпечення медичною допомогою хворих, які потребували стаціонарного лікування.
Постійним директором «Народної лічниці» від початку і до його смерті 1916 року був д-р Євген Озаркевич. Після нього лічницю очолив д-р Броніслав Овчарський.
У роки першої світової війни більшість лікарів «Народної лічниці» були мобілізовані до австрійського війська. З окупацією Львова російськими військами на базі лічниці було створено військовий шпиталь.
Після війни директором лічниці став д-р Сильвестр Дрималик. На цій посаді він перебув до своєї смерті внаслідок зараження крові, отриманого під час операції. На цій посаді його заступив д-р Іван Куровець.
З кожним роком ширилася популярність лічниці-амбулаторії серед населення Галичини. Кількість хворих, які зверталися за допомогою, невпинно зростала і тому постала нагальна потреба побудови повноцінного шпиталю. Перші заходи щодо спорудження нового будинку шпиталю розпочав І. Куровець, а продовжив з 1931 року його наступник на посаді директора «Народної лічниці» д-р Тит-Євген Бурачинський. За їх та першого директора Є. Озаркевича ініціативою 1930 року зібрання інтелігенції, представників громадських організацій Галичини з нагоди 30-річного ювілею перебування А. Шептицького на Митрополичому престолі, ухвалило, що найкращим пошануванням Митрополита буде побудова лікарні його імені. Відозва до складання пожертв на будівництво нової лікарні знайшла широкий відгомін серед української громади. Пожертви надходили звідусіль, у тому числі і з-за кордону: США, Канади. 5 тисяч доларів США пожертвував на споруду митрополит А. Шептицький. У післявоєнний період хворі, які мали змогу, платили мінімальні грошові датки, які підтримували фонд будівництва.
Триповерхову споруду лікарні запроектував львівський архітектор Євген Нагірний; за іншими джерелами — архітектор О. Пежанський та С. Турин.
На спорудження і облаштування шпиталю, яке тривало 8 років, було витрачено 700 000 злотих. На початку 1938 року будівництво шпиталю було завершене і одностайним рішенням громадської ради на посаду його директора був призначений д-р Тит-Євген Бурачинський. Він і запропонував назвати шпиталь: «Український шпиталь „Народна лічниця“ імені Митрополита А. Шептицького». Заступником директора став д-р Олександр Подолинський, адміністратором — В. Пашкевич, опікувалися хворими та господарськими справами сестри згромадження Сестер милосердя святого Вікентія а Паульо, яких ще у 1930 році запросив з Бельгії для роботи в лічниці-амбулаторії митрополит Андрей. Це згромадження передало на потреби шпиталю необхідну білизну та 60 000 злотих.
У лікарні було близько 100 ліжок і три відділи: внутрішніх хвороб (ординатор М.Панчишин), хірургічний (ординатор Т.-Є. Бурачинський) і гінекологічний (ординатор О.Подолинський).
Після відкриття стаціонарного лікування зросло й амбулаторне навантаження, особливо на рентгенологічне відділення (д-р Я. Рудницька-Криштальська) й аналітичну лабораторію (д-р М.Музика, д-р Ю.Кордюк). Пізніше було відкрито дитячий відділ (д-р Т. Туна-Надрагова).
Велику допомогу лікарні надавали монахи монастиря студитів, розташованого по сусідству: 1909 р. Андрей Шептицький передав триповерховий будинок (архітектор І.Левинський) Дяківської бурси при соборі св. Юра на вулиці Петра Скарги, 2а ченцям-студитам під нову обитель — монастир свщмч. Йосафата або «Студіон», при якому в різні часи діяли навчальні, виховні, наукові студитські інституції. Постійно там розташовувалася велика книгозбірня «Студіону» — фундація митрополита Андрея Шептицького, яка потребувала свого власного будинку. Тому для неї було розпочато будівництво нового п'яти поверхового будинку на вул. Петра Скарги, 2б, який проєктував та будував на запрошення Митрополита архітектор Олександр Пежанський. З 1938 року книжки «Студіону» перемістили до нової будівлі. Тому в жовтні 1939 року стало можливим передати для потреб «Народної лічниці» два поверхи будинку № 2б і 1-й поверх будинку № 2а, кімнати яких були переплановані під лікування хворих солдатів. Свято-Успенська лавра монахів Студійського уставу в Уневі замовила у фірми Сіменс для лікарні рентгенотерапевтичний апарат на суму 33 000 злотих.

Пам'ятний барельєф на будинку «Народної лічниці». Автор Роман Петрук

З приходом у Львів 1939 року більшовиків радянська влада призначила «Народну лічницю», як найновішу й найкраще устатковану лікарню Львова, для лікування партноменклатури, командирів Червоної армії, службовців НКВС та їх родин. Кількість лікарняних ліжок зменшили до 60. Багато лікарів звільнили з роботи, звільнили також усіх сестер-вікентіанок. З березня 1940 року д-ра Бурачинського звільнили з посади директора, залишивши завідувачем хірургічного відділу.
Під час німецької окупації статус шпиталю «Народна лічниця» було відновлено, д-ра Бурачинського поновили на посаді директора шпиталю і він залишався ним аж до другого приходу радянських військ у Львів 1944 року. З початком березня 1944 року німецька влада наказала евакуювати деякі лікарні, в тому числі й «Народну лічницю» з лікарями, обладнанням, ліжками, інструментами.
У післявоєнний період за радянської влади в будинку «Народної лічниці» (тоді вже на вулиці Пирогова, 4) і у двох будинках «Студіону» під № 2а і № 2б, які були об'єднані одним № 2, протягом 45 років функціонувала 3-тя міська лікарня та її поліклінічне відділення, яке розташоване там дотепер. У другій половині XX століття у будинку Дяківської бурси добудували два поверхи і тим знищили цінну архітектурну пам'ятку української сецесії у Львові. Лише фрагменти декору фасаду нагадують про красу колишньої церковної споруди.
Із встановленням незалежності України, в січні 1992 у тому ж будинку (тепер на вулиці Озаркевича, 4) лічниця знову відновила свій статус як перша в Україні недержавна лікарня «Український шпиталь „Народна лічниця“ імени Митрополита А. Шептицького» громадського товариства «Народна лічниця імені митрополита Андрея Шептицького». 6 червня 1994 року лічниця була передана у власність Львівської Архиєпархії УГКЦ. З липня 1995 року через брак коштів лічниця функціонує в режимі денного стаціонару.
За рішенням Глави Української Греко-Католицької Церкви Блаженнішого Любомира Гузара з квітня 2001 року Міжнародний Благодійний Фонд «Карітас України» перейняв відповідальність за подальший розвиток «Народної лічниці», та забезпечив її стабільне фінансування. Лічницю було залучено до виконання проекту Карітасу «Опіка вдома», згідно з яким близько 200 самотніх хворих і немічних у Львові були забезпечні опікою.
У 2007 році шпиталь визнаний переможцем Національного конкурсу «Благодійник року» у Львівській області.
З жовтня 2014 року директором Шпиталю Шептицького є отець Андрій Логін. 

## Відомі медики Львівської Народної лічниці
- Крупська Марія

## Народна лічниця = Шпиталь Шептицького
Станом на зараз Народна лічниця функціонує у якості Шпиталю Шептицького, на території якого збереглися споруди часів лічниці. На сьогоднішній день Шпиталь Шептицького — унікальний медичний заклад. Сьогодні це не просто лікарняна установа, а заклад, який надає амбулаторне та стаціонарне лікування, поєднуючи медичну та соціальну підтримку найбільш нужденних верств суспільства. Шпиталь забезпечує цілісний та індивідуальний підхід до пацієнта, заснований на принципах людської гідності, милосердя та відповідальності. Щороку тут отримують медичну та духовну підтримку понад 30 тисяч людей.

### Відділення Шпиталю Шептицького
- Консультування та діагностика
- Відділення паліативної допомоги
- Хірургічне відділення
- Відділення невідкладної медичної допомоги
- Центр психічного здоров’я
- Благодійний фонд
- Відділення фізичної та реабілітаційної медицини
- Оренда реабілітаційного обладнання